# Флаг Перака
Флаг Перака — официальный символ штата Перак в составе Малайзии. Представляет собой прямоугольное полотнище, состоящее из трёх горизонтальных равновеликих полос: верхней — белой, средней — жёлтой, и нижней — чёрной.

## История
В соответствии с письмом губернатора британской коронной колонии Стрейтс-Сетлментс от 31 января 1879 года с рекомендацией установления флага Перака Государственным Советом Перака во главе с регентом раджой Юсуфом флагом Перака с 1 марта 1879 года было утверждено прямоугольное полотнище из трёх горизонтальных равновеликих полос: верхней — белой, средней — жёлтой, и нижней — чёрной.
Белая полоса представляла правителя (малайск. Yang Di Per Tuan), жёлтая — «младшего правителя» (малайск. Raja Muda) и чёрная — первого министра (правителя-казначея, малайск. Raja Bandahara, являющегося вторым по наследованию трона после «младшего правителя»).

## Должностные флаги
При нахождении на борту правительственных судов правителя помимо флага Перака поднимался белый флаг, при нахождении на борту наследного принца — жёлтый флаг, при нахождении на борту первого министра — чёрный. При нахождении на борту британского резидента предусматривался подъём бело-жёлто-чёрного флага с изображением флага Великобритании в крыже и двумя косицами.
Позже флагом правителя стало прямоугольное белое полотнище с флагом Перака в крыже, флагом «младшего правителя» (малайск. Raja Muda) — прямоугольное жёлтое полотнище с крыжом, состоящим из двух горизонтальных равновеликих полос — белой и чёрной , флагом первого министра — прямоугольное чёрное полотнище с крыжом из двух горизонтальных равновеликих белой и жёлтой полос 

## Гюйс
Гюйсом кораблей и судов Перака было прямоугольное полотнище, состоящее из четырёх треугольников — белого у древкового края, двух чёрных — у верхнего и нижнего краёв, и жёлтого — у свободного края флага.